# Campeonato Paulista de Futebol de 1977
O Campeonato Paulista de Futebol de 1977 foi a 37.ª edição do campeonato organizado pela Federação Paulista de Futebol. O Sport Club Corinthians Paulista conquistou o campeonato estadual após um longo período sem conseguir nenhum título (o último havia sido o de 1954) ao vencer a Associação Atlética Ponte Preta em uma série de três partidas na fase final.
Na primeira partida, o Corinthians havia vencido por 1 a 0 com gol do atacante Palhinha. Mas na segunda partida, a Macaca consegue vencer por 2 a 1 num Morumbi com mais de 142.000 mil pessoas, forçando assim, uma partida extraordinária. E na última partida, numa jogada emocionante de aproximadamente sete segundos, o volante Basílio consegue fazer o gol do título, que encerrou o jejum de 22 anos, 8 meses e 7 dias sem conquista de um Campeonato Paulista, fazendo dessa edição uma das conquistas inesquecíveis do Corinthians.